# Toengoezische volkeren
De term Toengoezische volkeren is een samenvattende naam voor bevolkingsgroepen wier voorouders Toengoezische talen spraken. Terwijl sommige etnische groepen deze talen tegenwoordig nog steeds spreken, gebruikt meer dan 90% van de bevolking van Toengoezische oorsprong Mandarijn en andere talen als Mongools en Russisch. Het totale aantal mensen dat zich identificeert als deel van de Toengoezische volkeren is ongeveer 11 miljoen. Daaronder vallen meer dan 10 miljoen Mantsjoes die bijna allemaal Mandarijn en niet Mantsjoe spreken. Naast meer dan 40.000 in Rusland (Siberië) en minder dan 2.000 in Mongolië, wonen de meesten van hen in de Volksrepubliek China.

## Huidige volkeren
Het behoren tot een volk volgt in Rusland, Mongolië en China tegenwoordig vaak politieke en bestuurlijke definities die uit de 20e eeuw dateren. De culturele identiteit, taalverwantschap en het nederzettingsgebied van de verschillende groepen speelden zowel aan de Russische als de Chinese zijde een belangrijke rol in de afbakening.
In Rusland zijn de volgende Toengoezische "kleine volkeren van het noorden" geregistreerd:
- Evenken (in oudere literatuur: Toengoezen)
- Evenen (in oudere literatuur: Lamoeten)
- Nanai (in oudere literatuur: Golden of Goldi)
- Negidalen
- Oroken
- Orotsjen
- Oedegen
- Oeltsjen

In China zijn er de volgende nationaliteiten:
- Evenken
- Mantsjoes
- Hezhen (gelijk aan de Nanai in Rusland)
- Oroqen
- Xibe (ook: Sibe, Sibo)

Ook in Mongolië woont een Evenkische bevolkingsgroep. Bovendien kan de oorsprong van sommige groepen van hedendaagse Mongolen (Tsaatan) worden teruggevoerd op Toengoezisch-sprekende rendiernomaden.

## Historisch belangrijke volkeren en stamverbanden
Veel van de in Chinese en Euraziatische geschiedenis belangrijke volkeren waren poly-etnisch en veeltalig.
Een Toengoezisch gevormde confederatie waren de Jurchen. Van 1114 tot 1234 regeerden ze met de Jin-dynastie over grote delen van Noord-China, waarbij hun taal als officiële ambtelijke taal gebruikt werd.
Toengoezische ruitervolkeren, soms ook wel Tataren genoemd maar niet verwant aan de Tataren van Rusland of de Mongoolse Tatar, bleven de hele middeleeuwen een politieke factor in Mantsjoerije.
In de vroegmoderne periode volgde de opkomst van de Mantsjoes, die met de Qing-dynastie van 1644 tot 1911 over heel China heersten.
Er wordt aangenomen dat een deel van de Avaren, die in Midden-, Oost- en Zuidoost-Europa het Avaarse Rijk stichtten, van Toengoezische oorsprong waren.
- Bibliothèque nationale de France: cb119715138 (data)
- Gemeinsame Normdatei: 4061208-9
- Library of Congress Control Number: sh2006008680
- Nationale Bibliotheek van Israël: 987007540028305171